# Watertoren (Dordrecht DuPont)
De watertoren op het terrein van het chemisch bedrijf DuPont de Nemours (Ned) B.V. in de stad   Dordrecht, in de Nederlandse provincie Zuid-Holland, is ontworpen door Vries Robbé & Co N.V. en werd gebouwd in 1961. Deze toren heeft een hoogte van 46,5 meter en een waterreservoir van 570 m3.